# Woodrow Wilson Jones
Woodrow Wilson Jones (* 26. Januar 1914 in der Green Hill Township, Rutherford County, North Carolina; † 25. November 2002 in Rutherfordton, North Carolina) war ein US-amerikanischer Jurist und Politiker. Er vertrat den Bundesstaat North Carolina als Abgeordneter im US-Repräsentantenhaus.

## Leben
Woodrow Wilson Jones besuchte die öffentliche Schule im Rutherford County. Anschließend graduierte er 1934 am Mars Hill College sowie 1937 an der Law School der Wake Forest University in Winston-Salem. Seine Zulassung als Anwalt bekam er im selben Jahr. Danach arbeitete er in seiner eigenen Praxis. Jones war zwischen 1940 und 1943 Staatsanwalt von Rutherfordton sowie zwischen 1941 und 1943 von Rutherford County. Während des Zweiten Weltkrieges diente er zwischen 1943 und 1946 in der United States Navy.
Nach dem Krieg war er zwischen 1947 und 1949 Abgeordneter im Repräsentantenhaus von North Carolina. Danach wurde er als Demokrat in den 81. Kongress gewählt, wo er dem verstorbenen Alfred L. Bulwinkle folgte. Anschließend wurde er noch dreimal wiedergewählt. Seine Amtszeit dauerte vom 7. November 1950 bis zum 3. Januar 1957. Er entschloss sich, für den 85. Kongress nicht mehr zu kandidieren. Er nahm zwischen 1940 und 1960 an allen demokratischen Parteitagen in North Carolina teil und war im Jahr 1960 Delegierter zur Democratic National Convention. In seiner Amtszeit im Kongress war er 1956 an der Verfassung des Southern Manifesto beteiligt, das sich gegen die Rassenintegration an öffentlichen Einrichtungen aussprach.
Danach war er von 1958 bis 1960 Vorsitzender des North Carolina Democratic Executive Committee. Gouverneur Luther Hodges berief ihn in die staatliche Verfassungskommission. Diese Tätigkeit übte er ebenfalls zwischen 1958 und 1960 aus. Danach ernannte ihn Präsident Lyndon B. Johnson zum Richter am United States District Court für den westlichen Bezirk von North Carolina. Jones verblieb dort von 1967 bis 1984, ab 1968 als Chief Judge. 1985 wechselte er in den „senior status“, was bedeutet, dass er – bei vollen Bezügen – nur noch in Teilzeit arbeiten musste.
Jones verstarb am 25. November 2002 in Rutherfordton. Er wurde auf dem dortigen City Cemetery beigesetzt.